# Понти-суль-Минчо
Понти-суль-Минчо (итал. Ponti sul Mincio) — коммуна в Италии, располагается в регионе Ломбардия, подчиняется административному центру Мантуя.
Население составляет 1911 человек, плотность населения составляет 174 чел./км². Занимает площадь 11 км². Почтовый индекс — 46040. Телефонный код — 0376.
Покровителями коммуны почитаются святой Антоний Великий, празднование 17 января, и Каэтан Тиенский, празднование 7 августа.